# Wema Sepetu
Wema Sepetu (Dar es-Salam, Tanzania, 28 de septiembre de 1988 ) cuyo nombre completo es Wema Isaac Abraham Sepetu es una actriz tanzanesa de cine que fue nombrada Miss Tanzania en el concurso de 2006 y representó a su país en el concurso de Miss Mundo realizado en Polonia el mismo año.

## Primeros años
Era la menor de los cuatro hijos del diplomático fallecido Abraham Sepetu. Después de cursar estudios secundarios en la Academy International School en su ciudad natal, asistió durante un año al curso de negocios internacionales de la Universidad de Tecnología Creativa Limkokwing en Malasia y lo dejó para dedicarse a la actuación.

## Actividad profesional
Después de ganar en 2006 el título de Miss Tanzania compitió por el de Miss Mundo 2006, sin llegar a la semifinal.
Su ingreso al cine se produjo en la película A Point Of No Return (2007) acompañando al actor Steven Kanumba, con quien mantenía un romance en ese momento, en el principal papel femenino, de una joven forzada por su familia a casarse contra su voluntad con un hombre encantador encarnado por Kanumba. En los años siguientes actuó en una veintena de películas, tales como Family Tears, Red Valentine, White Maria que la convirtieron en una de las actrices más populares de Tanzania.
En 2011 produjo la película titulada Superstar sobre su vida amorosa con el músico Diamond Platnumz que no llegó a estrenarse por razones económicas.
Más adelante actuó en nuevas películas, como Basilisa, It was not me, House boy, Madame, entre otras. En 2014 produjo junto al actor Van Vicker de Ghana la película Day After Death, protagonizada por ambos. La película, que iba a estrenarse en 2015, no ha sido todavía comercializada. 
En 2017 retornó al cine produciendo la película Heaven Sent en la que fue su protagonista principal junto Salim Ahmed (Gabo), el filme fue comercializado mediante la aplicación para teléfonos cedulares Wema App y tuvo siete nominaciones en los Premios del Festival Internacional de Cine Zetu, incluyendo las de mejor actriz y mejor largometraje. Finalmente, Wema Sepetu fue galardonada con el Premio a la Mejor Actriz y la película recibió el Premio del Público.

### Productora
En 2013 fundó su propia compañía productora llamada Endless Fame Production, que además de producir películas y representar actores, ejercieron la representación de músicos tanzaneses como Mirror y Ally Luna. Entre los filmes producidos por esta compañía se encuentran Supestar, Unexpected, Day After Death, Family y Heaven Sent.

## Filmografía
| Año  | Título               | Papel                | Notas                                                           |
| ---- | -------------------- | -------------------- | --------------------------------------------------------------- |
| 2007 | A Point of No Return | Dina                 | con Steven Kanumba y Mahsein Awadh                              |
| 2008 | Family Tears         | Asteria/Joyce Damian | con Steven Kanumba, Elizabeth Michael y Richard Benzdnheout     |
| 2009 | Red Valentine        | Vivian               | con Steven Kanumba y Jacqueline Wolper                          |
| 2010 | Sakata               | Beatrice             | con Tuesday Kihangala, Jacq Pentezel y Kabula                   |
| 2010 | White Maria          | Catherine            | con Steven Kanumba                                              |
| 2010 | Tafrani              | Winnie               | con Jumbe Yusuph y Shemson Alexander                            |
| 2011 | 14 Days              | Irene                | con Jacob Steven, Mahsein Awadh                                 |
| 2011 | Lerato               | Lerato               | con Jacob Steven y Single Mtambalike                            |
| 2011 | Basilisa             | Natalia              | con Issa Mussa, Kajala Masanja, Suleiman Barafu y Dokii         |
| 2011 | The Diary            | Queen                | con Rose Ndauka y Jacquline Pentezel                            |
| 2011 | DJ Ben               | Natalie              | con Jacob Steven e Irene Uwoya                                  |
| 2012 | Crazy Tenant         | Miss Cecilia         | con Peter Msechu                                                |
| 2012 | House Boy            | Mama Lulu            | con Elizabeth Michael,Kajala Masanja, Suleiman Barafu y Mr Blue |
| 2012 | It Was Not Me        | Sheila               | con Yusuph Mlela y Riyama Ally                                  |
| 2014 | Madame               | Madame               | con Rado, Soudy Ally y Deogratious Shija                        |
| 2015 | Mapenzi Yamerogwa    | Sarah                | con Riyama Ally, Aunty Ezekiel y Hemedi Suleiman                |
| 2015 | Saa Mbovu            |                      | con Aunty Ezekiel                                               |
| 2015 | Chungu Cha Tatu      | Doreen               | con Jacob Steven y Patcho Mwamba                                |
| 2016 | Family               | Aileena              | con Aunty Ezekiel y Hemed Suleiman                              |
| 2017 | Kisogo               |                      | Cortometraje con Salim Ahmed (Gabo)                             |
| 2017 | Heaven Sent          | Samira               | con Salim Ahmed (Gabo)                                          |
| 2018 | Day After Death      |                      | con Van Vicker                                                  |
| 2019 | More Than A Woman    |                      | con Hemed Suleiman                                              |